# Brachypelma boehmei
 Brachypelma boehmei es una especie araña migalomorfa de la familia Theraphosidae. Vive en los bosques caducifolios en el Estado de Guerrero en México, donde cava madrigueras bajo rocas. 

## Apariencia y características
Brachypelma boehmei se parece a su pariente más conocida, la tarántula de rodilla roja mexicana (Brachypelma hamorii, anteriormente confundida con Brachypelma smithi), en su coloración naranja y negra, aunque los adultos de la especie varían entre 10 y 15 cm de tamaño. Esta especie de tarántula tiene una tasa de crecimiento más lenta que muchas de las especies de tarántulas más grandes de América del Sur. Los fémures negros (parte superior de las piernas) proporcionan una banda divisoria oscura entre el rico color naranja del caparazón y la parte inferior de las piernas. A diferencia de las articulaciones anaranjadas de Brachypelma hamorii, las patas de esta especie son de un rojo intenso y brillante en las rótulas (o rodillas), que se desvanecen gradualmente a un naranja más pálido más abajo y con la punta de tarsos negros (o pies). Aunque no es particularmente defensiva, esta especie de araña puede tener un temperamento nervioso, donde la araña puede mover pelos urticantes cuando se siente amenazada.
Las tarántulas de este género son longevas, los machos alcanzan la madurez entre los siete y los ocho años y las hembras entre los nueve y los diez. Mientras que los machos solo viven hasta un año después de su última muda, las hembras pueden vivir diez años más. Los subadultos y los adultos mudan al final de la estación seca (noviembre a junio), después de lo cual los machos comienzan su búsqueda de hembras para aparearse. Las hembras apareadas producirán un saco de huevos que, si tiene éxito, generalmente eclosionará de tres a cuatro semanas antes de que comience la temporada de lluvias. Las tarántulas patas de fuego mexicanas tienden a estar activas después del anochecer, pero también pueden estar activas ocasionalmente durante el día, particularmente por la mañana y por la noche.

## Distribución y hábitat
Brachypelma boehmei es originaria del sur de México, donde se encuentra a lo largo de la costa del Pacífico central en el oeste del estado de Guerrero. Prefiere los matorrales secos y se encuentra en madrigueras, ya sea de roedores hechos por ellos mismos o abandonados madrigueras de lagartijas, generalmente debajo de rocas o troncos caídos.

## Conservación
Al igual que con otras especies de Brachypelma de la costa oeste de México, esta especie es una mascota popular debido a su docilidad y colores vivos, lo que lleva a su recolección excesiva de la naturaleza. El comercio ilegal de mascotas, junto con la destrucción continua del hábitat natural y su alta tasa de mortalidad antes de la madurez sexual, genera una preocupación considerable por el futuro de esta tarántula.
Para regular su comercio transfronterizo, esta especie ha sido incluida en el Apéndice II de la Convención sobre el Comercio Internacional de Especies Amenazadas (CITES). En México, se requieren permisos para recolectar o eliminar cualquier araña de la familia de las tarántulas, Theraphosidae, y la tarántula pata de fuego mexicana ahora se cría con frecuencia en cautiverio, lo que reduce la necesidad de recolectarla de la naturaleza. Sin embargo, un gran número de tarántulas capturadas en la naturaleza continúan siendo sacadas de contrabando de México.

## Galería de imágenes

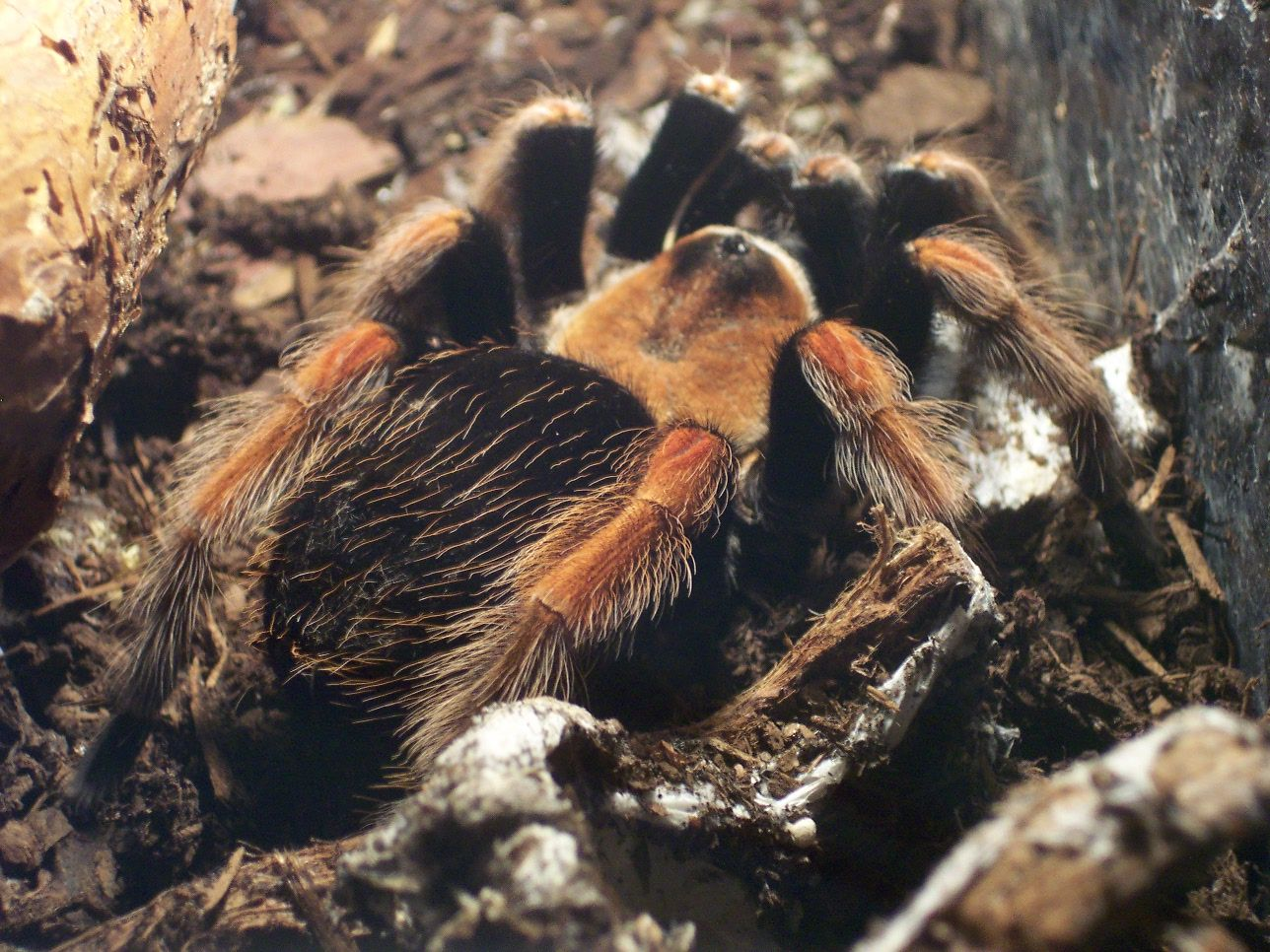
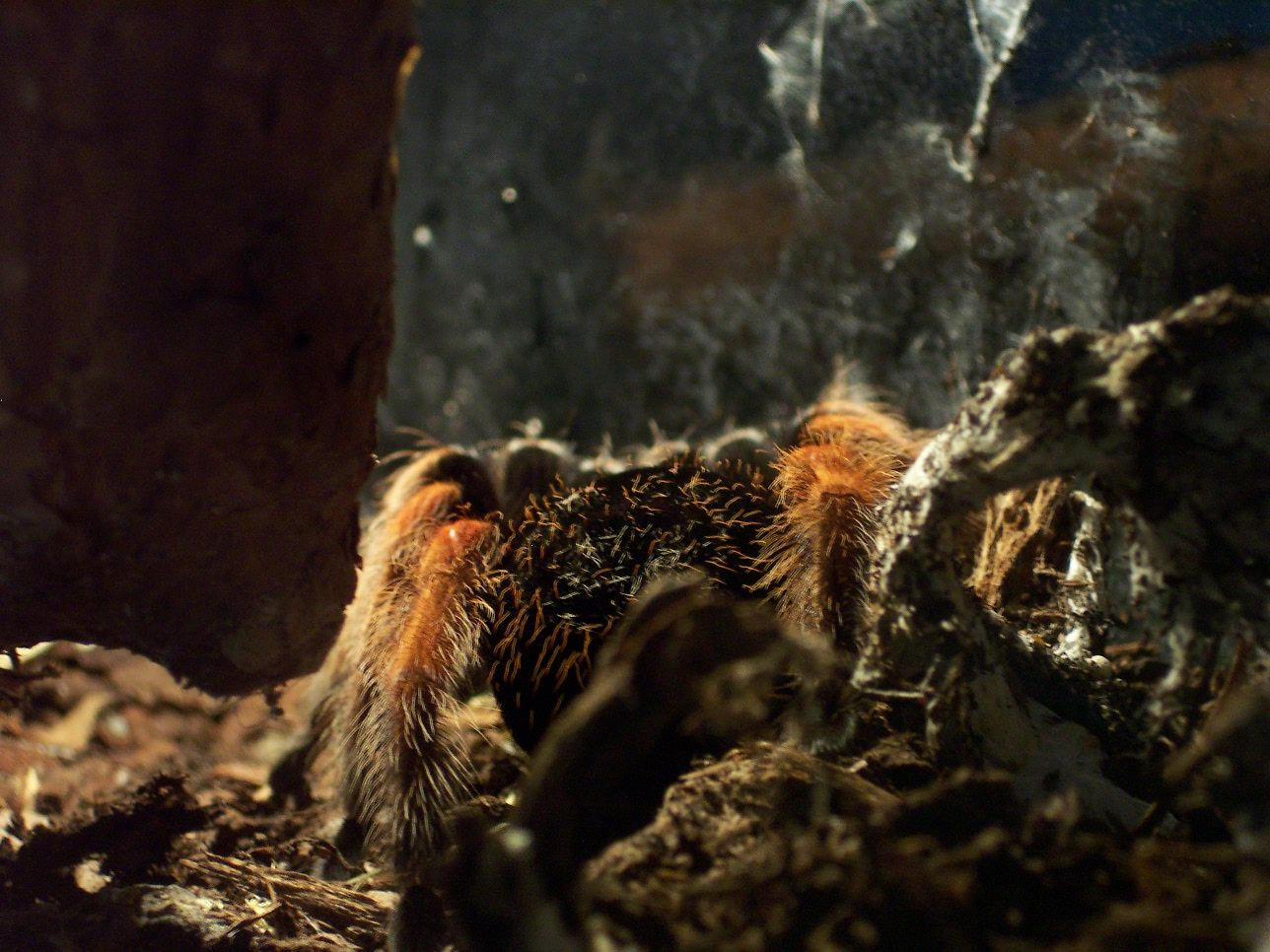
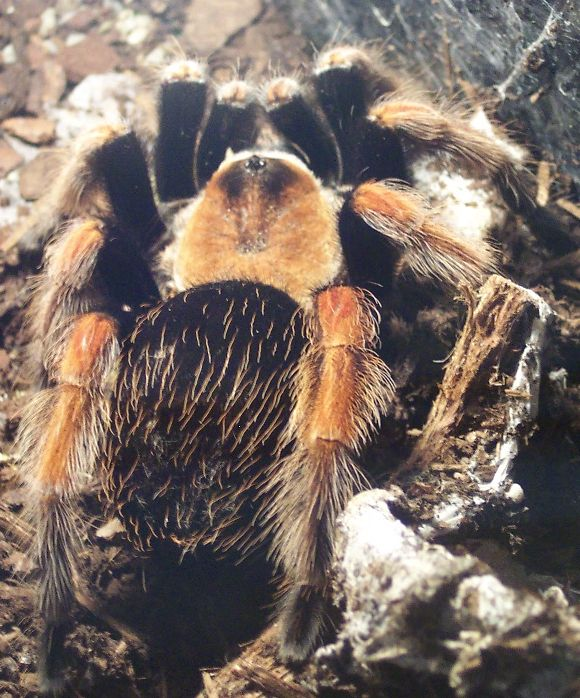
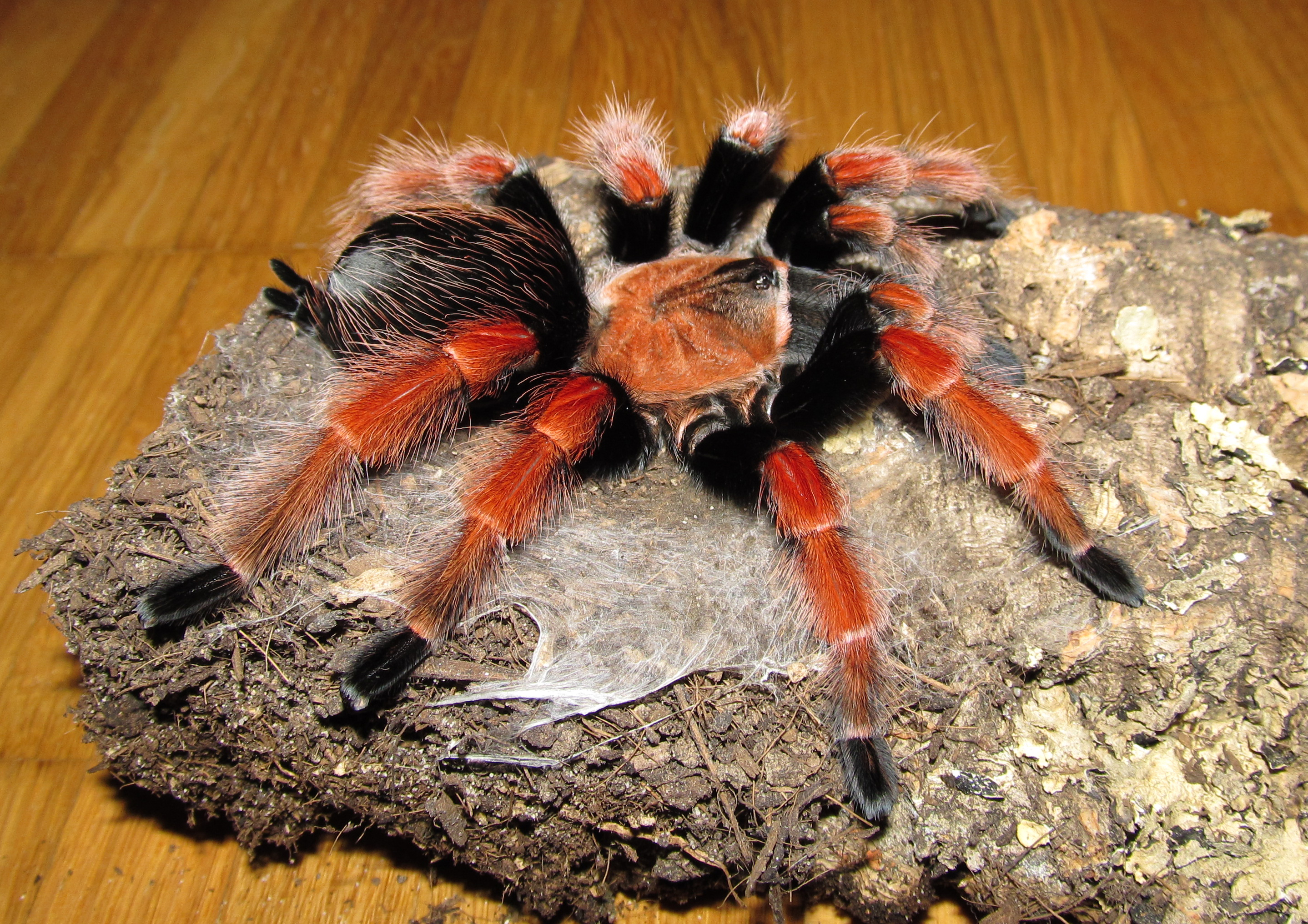